# Veldsla (geslacht)
Veldsla (Valerianella) is een geslacht van ongeveer tachtig soorten eenjarige, bloeiende planten uit de kamperfoeliefamilie (Caprifoliaceae). Sommige biologen plaatsen het geslacht in de valeriaanfamilie (Valerianaceae), in het APG II-systeem een optionele familie.
De planten komen van nature voor in Eurazië, Noord-Afrika en Noord-Amerika. In de Benelux komen drie of vier soorten in het wild voor:
- Gewone veldsla (Valerianella locusta)
- Gegroefde veldsla (Valerianella carinata)
- Getande veldsla (Valerianella dentata)
- Geoorde veldsla (Valerianella rimosa)
- Scheve veldsla (Valerianella eriocarpa)

De geoorde veldsla kwam sinds 1980 niet meer in Nederland voor, maar is in 2002 herontdekt. In België geldt deze soort als zeer zeldzaam.
De scheve veldsla is inheems in Wallonië en komt in Nederland niet voor.
... · 
Centranthus · 
Dipsacus (Kaardenbol) · 
Lonicera (Kamperfoelie) ·  
Knautia · 
Linnaea · 
Nardostachys · 
Scabiosa · 
Succisa · 
Symphoricarpos · 
Valeriana (Valeriaan) ·  
Valerianella (Veldsla) · 
Weigela · 
...